# Budafoki Dohnányi Ernő Szimfonikus Zenekar
A Budafoki Dohnányi Ernő Szimfonikus Zenekar (rövidebben Budafoki Dohnányi Zenekar; rövidítése: BDZ)  hivatásos magyar zenei  együttes. Fenntartója Budafok-Tétény Budapest XXII. kerület Önkormányzata.

## Története
1970-ben alapította meg Nemes László zenepedagógus, a Magyar Zeneiskolák Szövetsége elnöke a XXII. kerületi Nádasdy Kálmán Művészeti Iskolát, ez az intézmény volt a Dohnányi Ernő Szimfonikus Zenekar bölcsője. Az iskola vonós zenekara, amely már 1981-től működött 1984-ben I. díjat nyert egy bécsi nemzetközi versenyen. A következő évben, az Első Európai Ifjúsági Zenei Fesztivál idején az együttest szimfonikus zenekarrá bővítették. Úgy tervezték, csak egy alkalomra, de a csapat Budafoki Ifjúsági Zenekar néven együtt maradt.
A zenekar 1988-ban vette fel Dohnányi Ernő nevét, és 1993-ban Budafok-Tétény XXII. kerület Önkormányzatának támogatásával intézményesült önkormányzati hivatásos szimfonikus zenekarrá. Ekkor az együttes igazgatója - pályázat útján - Nemes László lett, először megbízott, majd 1994-től kinevezett vezető karmestere pedig Hollerung Gábor, aki 2001 óta a zenekar ügyvezető zeneigazgatója.

## Külföldi fellépések
A Budafoki Dohnányi Ernő Szimfonikus Zenekar rövid idő alatt a nemzetközi hangversenyélet rendszeres szereplőjévé vált. Nagy sikerrel szerepelt Bécsi, Müncheni, Ulmi, Strassbourgi és Valenciai Fesztiválokon. 1990-ben, egy a CBS és Tele5 által rendezett több hetes spanyolországi turnén vett részt. Fellépett a Római Santa Maria Maggiore-bazilika Újévi hangversenyén több ezer néző előtt. A fiatal együttes vendégszereplés sorozatainak csúcspontja egy három hetes mexikói körút volt 1992-ben. A hivatásossá vált zenekar 1993-ban fellépett a "Sonoptikum" fesztiválon a Frankfurti Alte Operben. Ezt követően 1995-ben a Rheingaui Fesztiválon, 1996 nyarán a Hessentag rendezvénysorozatának keretében illetve 1998 februárjában Lisszabonban vendégszerepelt az együttes. 1998 nyarán spanyolországi, decemberben hollandiai koncertkörúton vett részt, ahol nagy sikerű koncertet adott többek között a világhírű amsterdami Concertgebouwban is. Az együttes kirobbanó sikerrel szerepelt a linzi I. Kórusolimpia gálakoncertjein 2000 júliusában, október 23-án a Hannoveri Világkiállításon az ünnepi hangverseny közreműködője volt. 2004 júliusában a III. Kórusolimpia gálakoncertjeire kapott meghívást Brémába, majd franciaországi koncertkörútra utazott. 2005 márciusában Olaszországban és Franciaországban adott nagy sikerű koncerteket. 2006-ban Bonnban, 2008 elején Zágrábban koncertezett. 2008 nyarán az együttes ismét közreműködött az V. Kórusolimpia gálakoncertjein Grazban.

## Hazai fellépések

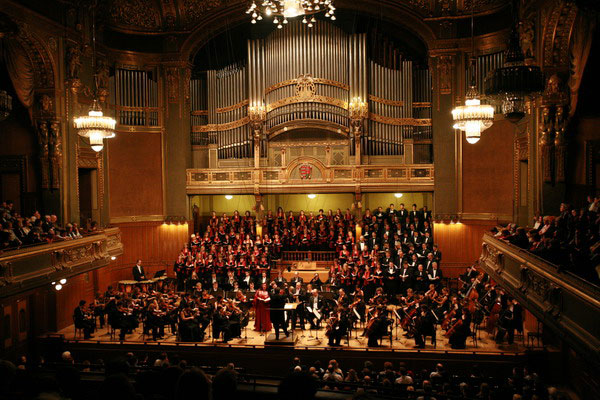
A Budapesti Akadémiai Kórustársaság a Budafoki Dohnányi Zenekarral a Zeneakadémián.

A zenekar amellett, hogy a Zeneakadémián, a Nemzeti Hangversenyteremben, valamint Budafokon rendezett önálló bérleti sorozatainak köszönhetően a főváros zenei életének fontos szereplőjévé vált, rendszeres résztvevője vidéki rendezvényeknek, fesztiváloknak is. 2004 óta a két évtizedes hagyományokkal rendelkező Zempléni Fesztivál közreműködője. Ezen kívül közreműködője még számos magyar fesztiválnak, például: Magyar Szimfonikus Körkép, Budapesti Tavaszi Fesztivál, Miskolci Nemzetközi Operafesztivál, Budavári Nyár rendezvénysorozat, BudaFest Fesztivál, Budapesti Nemzetközi Kórusverseny.
A zenekar koncertjeinek rendszeres közreműködője a Budapesti Akadémiai Kórustársaság. A kórussal és a Szegedi Kortárs Balettel több nagy sikerű produkciót mutatott be a zenekar, többek között Orff Carmina Burana című művének balett-koreográfiáját. 2004 márciusában hasonló együttműködésre került sor a Thália színházban, ahol Mozart Requiemjét adta elő a három együttes. Az elmúlt években a zenekar számos szcenikus táncprodukciót (Honegger: Johanna a máglyán, Kodály: Székely fonó, Orff: Carmina burana) és opera produkciót (Verdi: Don Carlos, Rigoletto, Weber: A bűvős vadász, Mascagni: Parasztbecsület, Bizet: Carmen) vitt színre.

## Jelenlegi tevékenysége
A zenekar évadonként 40-50 hangversenyt ad, 5 önálló bérleti sorozatot rendez a Zeneakadémián, Budafokon, illetve 2005-től már az új Nemzeti Hangversenyteremben is,  melyek keretében a zeneirodalom legjelentősebb műveit szólaltatja meg neves magyar és külföldi karmesterek, szólisták közreműködésével. Fellépéseiken többek között olyan magyar és külföldi művészekkel dolgoztak együtt, mint Shlomo Mintz, Rivka Golani, Baráti Kristóf, Kokas Katalin és Kelemen Barnabás hegedűművész, Nabil Shehata nagybőgőművész, Elena Bashkirova, Bogányi Gergely és Jandó Jenő zongorista, Tatjana Vasziljeva gordonkaművész, Geiger György trombitaművész, Miklósa Erika szopránénekes, Jaakko Ryhänen basszusénekes, illetve a zenekart Hollerung Gábor mellett vezényelte már Kocsis Zoltán, Dian Tchobanov, Yoav Talmi, Roberto Paternostro, Jörg Peter Weigle, Michael Stern, Karl-Heinz Steffens.
Emellett állami ünnepségek, valamint számos rangos hazai és nemzetközi fesztivál résztvevője. A zenekar nagy hangsúlyt fektet a zeneirodalom kevésbé ismert műveinek, a XX. század alkotásainak, különösen a kortárs magyar szerzők darabjainak megszólaltatására. A zenekar kiemelkedő szerepet játszik Dél-Buda kulturális életében.

### Zenei utánpótlás nevelése
Az együttes – tudatos zenekarépítő munkájának köszönhetően – kitűnő zenekari muzsikusok egész sorát nevelte az elmúlt évtizedben. A legnagyobb magyar zenekarok számos koncertmestere, szólam-vezetője, első fúvósa és közel félszáz megbecsült tuttistája került ki soraiból. A zenekar keresett résztvevője a magyarországi cégek, intézmények különböző ünnepi, jubileumi, reprezentatív rendezvényeinek.A Budafoki Dohnányi Ernő Szimfonikus Zenekar kiemelt figyelmet fordít az ifjúság zenei nevelésére, családi hangversenyek szervezésére. Ezek keretében a zenekar a magas szintű hangversenyeket kombinálja zenei ismeretterjesztéssel, illetve a fiatalok egy jelentős részét bevonja egyes hangversenyek közreműködőjeként. Ifjúsági és családi bérletsorozatai hatalmas népszerűségnek örvendenek.

### Énekel az ország
A zenekar egyik legsikeresebb kezdeményezése az Énekel az ország, amely a magyar zenei életben egy párját ritkítóan sikeres rendezvény, ahol a legkülönbözőbb korú és képzettségű zenebarátok gyűlnek össze az ország minden tájáról. A projekt célja, hogy olyan énekkarok, énekesek számára kínál lehetőséget a Művészetek Palotájának színpadán való fellépésre, akiknek anyagi, vagy egyéb okból erre nem lehetne lehetőségük. A hangversenyt megelőzően az összes résztvevő egy zenei táborban vesz részt, melynek helyszíne minden évben máshol van.
A kórustábor koncepciójában központi szerepet kapott az ismeretterjesztés – nem csupán hangok megtanulásáról szólnak a próbák, hanem műértelmezésről, stílusról, zenei nyelvről, élet és művészet viszonyáról is.  A résztvevők számára ez egy különleges alkalom lehet, hogy mélyebb, intenzívebb bepillantást nyerhessenek egy zeneműbe. A több mint húszéves program kiemelkedő eredménye, hogy az abban résztvevők bizonyíthatóan rendszeres hangversenylátogatókká, zeneszerető és zeneértő közönséggé váltak.

## Felnőtt sorozatok

### A BDZ és a MÜPA közös bérlete
A 2015/2016-os évadban Az örökkévalóság pillanatai a bérlet neve. A hangversenysorozat a Budafoki Dohnányi Zenekar és a Müpa közös rendezésében valósul meg.

### Dohnányi bérlet
A szó eredeti értelmében vett klasszikus szimfonikus sorozat valójában a zenekar zászlóshajója. A program összeállításánál éppoly fontos szempont az ismert és népszerű darabok, mint a ritkábban hallható zeneművek, kortárs magyar és külföldi darabok megszólaltatása. A sorozat keretében alkalmanként egy-egy oratórium is felcsendül.

### Budafoki Hangversenyesték
A zenekar egyik fontos feladata a lokális kultúra megteremtése illetve fellendítése Budafokon. Az együttes budafoki hangversenysorozatai rendkívül népszerűek a helyi zenebarátok körében, és az új Klauzál Gábor Művelődési Központ megnyitása óta nagyszámú közönséget vonzanak, mind a fővárosból, mind a környező településekről. Külön említést érdemel a zenekar újévi hangversenye, amely a lokális kulturális évad egyik kiemelkedő zenei eseménye, és szinte mindig zsúfolásig megtelt ház előtt zajlik.

## Ifjúsági és családi sorozatok

### A megérthető zene
A családi bérletsorozat karmesteri magyarázattal. Az előadások koncepciója szerint a hangverseny első felében Hollerung Gábor karmester tart előadást, a második félidőben bemutatandó műről, ahol a közönség sok érdekességgel, zenei részlettel fűszerezett, igényes ismertetőn keresztül informálódhat a zenei technikákról, háttérismeretekről, zenei folyamatokról: a zenei nyelvről.

### Megérthető JUNIOR
Az általános iskolás korosztálynak szóló koncertsorozatban is karmesteri magyarázat kíséri az elhangzó műveket. A hangversenyeket a budafoki Klauzál Házban tartják.

## Felvételek
- New Year's Concert 2003
- New Year's Concert 2004
- Music for films New Year's Concert 2006
- Mozart: "Haffner" szimfónia - Dvořák: VIII. szimfónia
- New Year's Concert 2007
- Christmas around the World
- Extázis
- Mahler V. szimfónia
- Zenészek és egyéb állatfajták
- Richard Strauss: Hősi élet

## Kiadványa
2017 őszén a Budafoki Dohnánnyi Zenekar ingyenes időszaki magazint adott ki Hangoló címen.